# (39790) 1997 PF
1997 بي أف (ويعرف أيضًا باسم (39790) 1997 بي أف وفق تسمية الكوكب الصغير) (بالإنجليزية: 1997 PF)‏ هو كويكب ضمن حزام الكويكبات؛ وترتيبه 39790 من حيث الاكتشاف.
اكتُشف هذا الجُرم الفلكي بواسطة تعقب الأجرام القريبة من الأرض في 1 أغسطس 1997.

## وصلات خارجية
- (39790) 1997 PF في قاعدة بيانات مختبر الدفع النفاث لأجرام النظام الشمسي الصغيرة

- الاكتشاف · مخطط المدار ·  العناصر المدارية · المعلمات المادية

- (39790) 1997 PF على موقع ويكي سكاي: DSS2, SDSS, GALEX, IRAS, Hydrogen α, X-Ray, Astrophoto, Sky Map, Articles and images